# Лидымо
Лидымо́ (бел. Лідымо) — деревня в Брестском районе Брестской области Беларуси, в 16 км к востоку от Бреста. Входит в состав Тельминского сельсовета.

## История
В XIX веке — деревня в Кобринском уезде Гродненской губернии.
В 1858 году — владение графа Грабовского в составе имения Збироги.
В 1905 году — деревня Збироговской волости того же уезда.
После Рижского мирного договора 1921 года — в составе гмины Збироги Кобринского повята Полесского воеводства Польши, 6 дворов.
С 1939 года — в составе БССР.